# Капа-ритм
Каппа-ритм — ритм ЕЕГ у смузі частот 8-12 Гц і амплітудою 20-30 мкВ, що реєструється в скроневій області. Це коливання різниці потенціалів в альфа- або тета-діапазоні частот. Зазвичай каппа-ритм реєструється з скроневих областей мозку під час розумової діяльності випробовуваних. В даний час немає єдиної думки відносно походження даного ритму. У деяких роботах висловлювалося припущення, що він є артефактом, пов'язаним з рухами очей.